# 500 Milhas de Indianápolis de 2009
As 500 Milhas de Indianápolis de 2009 foi a 93ª edição da prova e a quarta corrida da temporada de 2009 da IndyCar Series. A corrida foi disputada no dia 24 de maio no Indianapolis Motor Speedway, localizado na cidade de Speedway, Indiana. O vencedor foi o piloto brasileiro Hélio Castroneves da equipe Team Penske.

## Pilotos e Equipes
| Nº | Piloto              | Equipe                     | Chassis | Motor | Pneu |
| -- | ------------------- | -------------------------- | ------- | ----- | ---- |
| 2  | Raphael Matos (R)   | Luczo-Dragon Racing        | Dallara | Honda | F    |
| 3  | Hélio Castroneves   | Team Penske                | Dallara | Honda | F    |
| 4  | Dan Wheldon         | Panther Racing             | Dallara | Honda | F    |
| 5  | Mario Moraes        | KV Racing Technology       | Dallara | Honda | F    |
| 6  | Ryan Briscoe        | Team Penske                | Dallara | Honda | F    |
| 7  | Danica Patrick      | Andretti-Green Racing      | Dallara | Honda | F    |
| 8  | Townsend Bell       | KV Racing Technology       | Dallara | Honda | F    |
| 9  | Scott Dixon         | Chip Ganassi Racing        | Dallara | Honda | F    |
| 10 | Dario Franchitti    | Chip Ganassi Racing        | Dallara | Honda | F    |
| 11 | Tony Kanaan         | Andretti-Green Racing      | Dallara | Honda | F    |
| 12 | Will Power          | Team Penske                | Dallara | Honda | F    |
| 13 | E. J. Viso          | HVM Racing                 | Dallara | Honda | F    |
| 14 | Vitor Meira         | A. J. Foyt Enterprises     | Dallara | Honda | F    |
| 15 | Paul Tracy          | KV Racing Technology       | Dallara | Honda | F    |
| 16 | Scott Sharp         | Panther Racing             | Dallara | Honda | F    |
| 17 | Oriol Servià        | Rahal Letterman Racing     | Dallara | Honda | F    |
| 18 | Justin Wilson       | Dale Coyne Racing          | Dallara | Honda | F    |
| 19 | Tomas Scheckter     | Dale Coyne Racing          | Dallara | Honda | F    |
| 20 | Ed Carpenter        | Vision Racing              | Dallara | Honda | F    |
| 21 | Ryan Hunter-Reay    | Vision Racing              | Dallara | Honda | F    |
| 23 | Milka Duno          | Dreyer & Reinbold Racing   | Dallara | Honda | F    |
| 24 | Mike Conway (R)     | Dreyer & Reinbold Racing   | Dallara | Honda | F    |
| 26 | Marco Andretti      | Andretti-Green Racing      | Dallara | Honda | F    |
| 27 | Hideki Mutoh        | Andretti-Green Racing      | Dallara | Honda | F    |
| 34 | Alex Tagliani       | Conquest Racing            | Dallara | Honda | F    |
| 36 | Bruno Junqueira     | Conquest Racing            | Dallara | Honda | F    |
| 41 | A. J. Foyt IV       | A. J. Foyt Enterprises     | Dallara | Honda | F    |
| 43 | John Andretti       | Dreyer & Reinbold Racing   | Dallara | Honda | F    |
| 44 | Davey Hamilton      | Dreyer & Reinbold Racing   | Dallara | Honda | F    |
| 67 | Sarah Fisher        | Sarah Fisher Racing        | Dallara | Honda | F    |
| 91 | Buddy Lazier        | Hemelgarn Racing           | Dallara | Honda | F    |
| 98 | Stanton Barrett (R) | Team 3G                    | Dallara | Honda | F    |
| 99 | Alex Lloyd (R)      | Sam Schmidt Motorsports    | Dallara | Honda | F    |
| 00 | Nelson Philippe (R) | HVM Racing                 | Dallara | Honda | F    |
| 02 | Graham Rahal        | Newman/Haas/Lanigan Racing | Dallara | Honda | F    |
| 06 | Robert Doornbos (R) | Newman/Haas/Lanigan Racing | Dallara | Honda | F    |

- (R) - Rookie

## Treinos classificatórios

### Pole Day
| Pole Day – 9 de maio | Pole Day – 9 de maio | Pole Day – 9 de maio | Pole Day – 9 de maio       | Pole Day – 9 de maio | Pole Day – 9 de maio | Pole Day – 9 de maio | Pole Day – 9 de maio | Pole Day – 9 de maio |
| Pos                  | Nº                   | Piloto               | Equipe                     | Volta 1              | Volta 2              | Volta 3              | Volta 4              | Tempo total          |
| -------------------- | -------------------- | -------------------- | -------------------------- | -------------------- | -------------------- | -------------------- | -------------------- | -------------------- |
| 1                    | 3                    | Hélio Castroneves    | Team Penske                | 39.9282              | 40.0031              | 40.0420              | 40.1234              | 2:40.0967            |
| 2                    | 6                    | Ryan Briscoe         | Team Penske                | 40.1111              | 40.1417              | 40.1911              | 40.2107              | 2:40.6546            |
| 3                    | 10                   | Dario Franchitti     | Chip Ganassi Racing        | 40.1200              | 40.1696              | 40.1856              | 40.2316              | 2:40.7068            |
| 4                    | 02                   | Graham Rahal         | Newman/Haas/Lanigan Racing | 40.1374              | 40.1743              | 40.2010              | 40.2343              | 2:40.7470            |
| 5                    | 9                    | Scott Dixon          | Chip Ganassi Racing        | 40.1671              | 40.1975              | 40.2207              | 40.2245              | 2:40.8098            |
| 6                    | 11                   | Tony Kanaan          | Andretti-Green Racing      | 40.1813              | 40.2470              | 40.2912              | 40.2739              | 2:40.9934            |
| 7                    | 5                    | Mario Moraes         | KV Racing Technology       | 40.2171              | 40.2930              | 40.3429              | 40.3428              | 2:41.1958            |
| 8                    | 26                   | Marco Andretti       | Andretti-Green Racing      | 40.2850              | 40.3329              | 40.3656              | 40.3687              | 2:41.3522            |
| 9                    | 12                   | Will Power           | Team Penske                | 40.3083              | 40.3678              | 40.3730              | 40.3655              | 2:41.4146            |
| 10                   | 7                    | Danica Patrick       | Andretti-Green Racing      | 40.2878              | 40.4076              | 40.4241              | 40.4010              | 2:41.5205            |
| 11                   | 99                   | Alex Lloyd (R)       | Sam Schmidt Motorsports    | 40.3608              | 40.4090              | 40.4627              | 40.4768              | 2:41.7093            |
| Relatório            |                      |                      |                            |                      |                      |                      |                      |                      |

- (R) - Rookie

### Segundo dia
| Segundo dia – 10 de maio | Segundo dia – 10 de maio | Segundo dia – 10 de maio | Segundo dia – 10 de maio | Segundo dia – 10 de maio | Segundo dia – 10 de maio | Segundo dia – 10 de maio | Segundo dia – 10 de maio | Segundo dia – 10 de maio |
| Pos                      | Nº                       | Piloto                   | Equipe                   | Volta 1                  | Volta 2                  | Volta 3                  | Volta 4                  | Tempo total              |
| ------------------------ | ------------------------ | ------------------------ | ------------------------ | ------------------------ | ------------------------ | ------------------------ | ------------------------ | ------------------------ |
| 12                       | 2                        | Raphael Matos (R)        | Luczo-Dragon Racing      | 40.2574                  | 40.2852                  | 40.2834                  | 40.2992                  | 2:41.1252                |
| 13                       | 15                       | Paul Tracy               | KV Racing Technology     | 40.2822                  | 40.3363                  | 40.3696                  | 40.3664                  | 2:41.3545                |
| 14                       | 14                       | Vitor Meira              | A. J. Foyt Enterprises   | 40.2572                  | 40.3204                  | 40.3804                  | 40.4378                  | 2:41.3958                |
| 15                       | 18                       | Justin Wilson            | Dale Coyne Racing        | 40.3514                  | 40.3683                  | 40.3993                  | 40.3861                  | 2:41.5051                |
| 16                       | 27                       | Hideki Mutoh             | Andretti-Green Racing    | 40.3650                  | 40.3868                  | 40.4076                  | 40.4170                  | 2:41.5764                |
| 17                       | 20                       | Ed Carpenter             | Vision Racing            | 40.3330                  | 40.4250                  | 40.3996                  | 40.4366                  | 2:41.5942                |
| 18                       | 4                        | Dan Wheldon              | Panther Racing           | 40.3132                  | 40.3857                  | 40.4142                  | 40.4838                  | 2:41.5969                |
| 19                       | 41                       | A. J. Foyt IV            | A. J. Foyt Enterprises   | 40.3598                  | 40.4323                  | 40.4680                  | 40.4754                  | 2:41.7355                |
| 20                       | 16                       | Scott Sharp              | Panther Racing           | 40.5105                  | 40.4959                  | 40.5174                  | 40.5203                  | 2:42.0441                |
| 21                       | 67                       | Sarah Fisher             | Sarah Fisher Racing      | 40.4537                  | 40.4985                  | 40.5257                  | 40.6243                  | 2:42.1022                |
| 22                       | 44                       | Davey Hamilton           | Dreyer & Reinbold Racing | 40.4992                  | 40.5357                  | 40.5812                  | 40.5781                  | 2:42.1942                |
| Relatório                |                          |                          |                          |                          |                          |                          |                          |                          |

- (R) - Rookie

### Terceiro dia
| Terceiro dia – 16 de maio | Terceiro dia – 16 de maio | Terceiro dia – 16 de maio | Terceiro dia – 16 de maio  | Terceiro dia – 16 de maio | Terceiro dia – 16 de maio | Terceiro dia – 16 de maio | Terceiro dia – 16 de maio | Terceiro dia – 16 de maio |
| Pos                       | Nº                        | Piloto                    | Equipe                     | Volta 1                   | Volta 2                   | Volta 3                   | Volta 4                   | Tempo total               |
| ------------------------- | ------------------------- | ------------------------- | -------------------------- | ------------------------- | ------------------------- | ------------------------- | ------------------------- | ------------------------- |
| 23                        | 06                        | Robert Doornbos (R)       | Newman/Haas/Lanigan Racing | 40.5885                   | 40.6028                   | 40.5379                   | 40.6585                   | 2:42.3877                 |
| 24                        | 8                         | Townsend Bell             | KV Racing Technology       | 40.6725                   | 40.7327                   | 40.6786                   | 40.6686                   | 2:42.7524                 |
| 25                        | 17                        | Oriol Servià              | Rahal Letterman Racing     | 40.6262                   | 40.7072                   | 40.8161                   | 40.7584                   | 2:42.9079                 |
| 26                        | 34                        | Alex Tagliani             | Conquest Racing            | 40.7049                   | 40.7546                   | 40.7392                   | 41.0271                   | 2:43.2258                 |
| 27                        | 19                        | Tomas Scheckter           | Dale Coyne Racing          | 40.8486                   | 40.8744                   | 40.8627                   | 40.8935                   | 2:43.4792                 |
| 28                        | 24                        | Mike Conway (R)           | Dreyer & Reinbold Racing   | 40.8412                   | 40.8318                   | 40.8832                   | 40.9880                   | 2:43.5442                 |
| 29                        | 13                        | E. J. Viso                | HVM Racing                 | 40.8253                   | 40.9886                   | 40.8741                   | 40.9700                   | 2:43.6580                 |
| 30                        | 21                        | Ryan Hunter-Reay          | Vision Racing              | 41.0241                   | 40.9928                   | 40.9570                   | 41.0334                   | 2:44.0073                 |
| 31                        | 43                        | John Andretti             | Dreyer & Reinbold Racing   | 40.9060                   | 41.0064                   | 40.9870                   | 41.1530                   | 2:44.0524                 |
| 32                        | 23                        | Milka Duno                | Dreyer & Reinbold Racing   | 41.1486                   | 41.1829                   | 41.4165                   | 41.3593                   | 2:45.1073                 |
| 33                        | 00                        | Nelson Philippe (R)       | HVM Racing                 | 41.4792                   | 41.1641                   | 41.2442                   | 41.2256                   | 2:45.1131                 |
| Relatório                 |                           |                           |                            |                           |                           |                           |                           |                           |

- (R) - Rookie

### Bump day
| Bump day – 17 de maio | Bump day – 17 de maio | Bump day – 17 de maio | Bump day – 17 de maio    | Bump day – 17 de maio | Bump day – 17 de maio | Bump day – 17 de maio | Bump day – 17 de maio | Bump day – 17 de maio |
| Pos                   | Nº                    | Piloto                | Equipe                   | Volta 1               | Volta 2               | Volta 3               | Volta 4               | Tempo total           |
| --------------------- | --------------------- | --------------------- | ------------------------ | --------------------- | --------------------- | --------------------- | --------------------- | --------------------- |
| 26                    | 19                    | Tomas Scheckter       | Dale Coyne Racing        | 40.5689               | 40.6158               | 40.6387               | 40.7074               | 2:42.5308             |
| 27                    | 24                    | Mike Conway (R)       | Dreyer & Reinbold Racing | 40.5773               | 40.6513               | 40.6832               | 40.6771               | 2:42.5889             |
| 28                    | 43                    | John Andretti         | Dreyer & Reinbold Racing | 40.6191               | 40.6516               | 40.6869               | 40.7059               | 2:42.6635             |
| 29                    | 13                    | E. J. Viso            | HVM Racing               | 40.6428               | 40.6820               | 40.6996               | 40.7509               | 2:42.7753             |
| 30                    | 36                    | Bruno Junqueira       | Conquest Racing          | 40.6235               | 40.6880               | 40.7302               | 40.7697               | 2:42.8114             |
| 31                    | 23                    | Milka Duno            | Dreyer & Reinbold Racing | 40.6723               | 40.6516               | 40.7312               | 40.7629               | 2:42.8180             |
| 32                    | 00                    | Nelson Philippe (R)   | HVM Racing               | 40.7986               | 40.7299               | 40.7685               | 40.7808               | 2:43.0778             |
| 33                    | 21                    | Ryan Hunter-Reay      | Vision Racing            | 40.7333               | 40.7557               | 40.8492               | 40.8552               | 2:43.1934             |
| Realtório             |                       |                       |                          |                       |                       |                       |                       |                       |

- (R) - Rookie

### Não se classificaram
| Nº | Piloto              | Equipe           |
| -- | ------------------- | ---------------- |
| 34 | Alex Tagliani       | Conquest Racing  |
| 91 | Buddy Lazier        | Hemelgarn Racing |
| 98 | Stanton Barrett (R) | Team 3G          |

- (R) - Rookie

Nota
- O piloto brasileiro Bruno Junqueira, foi substituído pela equipe Conquest Racing por seu compenheiro de equipe, o canadense Alex Tagliani, no carro número 36, que não conseguiu se qualificar para prova no carro número 34.

## Carb Day

### Pit-Stop mais rápido

#### Fase qualificatória
| Pos | Nº | Piloto            | Equipe                     | Tempo  |
| --- | -- | ----------------- | -------------------------- | ------ |
| 1   | 3  | Hélio Castroneves | Team Penske                | 8.122  |
| 2   | 26 | Marco Andretti    | Andretti-Green Racing      | 9.038  |
| 3   | 9  | Scott Dixon       | Chip Ganassi Racing        | 9.085  |
| 4   | 10 | Dario Franchitti  | Chip Ganassi Racing        | 9.105  |
| 5   | 7  | Danica Patrick    | Andretti-Green Racing      | 9.246  |
| 6   | 21 | Ryan Hunter-Reay  | Vision Racing              | 9.37   |
| 7   | 11 | Tony Kanaan       | Andretti-Green Racing      | 10.055 |
| 8   | 2  | Raphael Matos (R) | Luczo Dragon Racing        | 11.291 |
|     | 6  | Ryan Briscoe      | Team Penske                |        |
|     | 02 | Graham Rahal      | Newman/Haas/Lanigan Racing |        |

- (R) - Rookie

#### Finais
|  | Quartas-de-finais | Quartas-de-finais    | Quartas-de-finais |  |  | Semifinais | Semifinais           | Semifinais |  |  | Final | Final                | Final |
|  |                   |                      |                   |  |  |            |                      |            |  |  |       |                      |       |
|  |                   |                      |                   |  |  | 3          | Penske (Castroneves) | 7.636      |  |  |       |                      |       |
|  | 6                 | Penske (Briscoe)     | 7.977             |  |  | 6          | Penske (Briscoe)     | stalled    |  |  |       |                      |       |
|  | 9                 | Ganassi (Dixon)      | 12.916            |  |  |            |                      |            |  |  | 3     | Penske (Castroneves) | 7.962 |
|  |                   |                      |                   |  |  |            |                      |            |  |  | 26    | AGR (Andretti)       | 9.456 |
|  |                   |                      |                   |  |  | 26         | AGR (Andretti)       | 8.931      |  |  |       |                      |       |
|  | 10                | Ganassi (Franchitti) | 8.573             |  |  | 10         | Ganassi (Franchitti) | 11.589     |  |  |       |                      |       |
|  | 02                | NHL (Rahal)          | 9.385             |  |  |            |                      |            |  |  |       |                      |       |

## Corrida
| Pos       | Nº | Piloto              | Equipe                     | Voltas | Tempo        | Largada | Voltas na Liderança | Pontos |
| --------- | -- | ------------------- | -------------------------- | ------ | ------------ | ------- | ------------------- | ------ |
| 1         | 3  | Hélio Castroneves   | Team Penske                | 200    | 3:19:34.6427 | 1       | 66                  | 51     |
| 2         | 4  | Dan Wheldon         | Panther Racing             | 200    | +1.9819      | 18      | 0                   | 40     |
| 3         | 7  | Danica Patrick      | Andretti-Green Racing      | 200    | +2.3350      | 10      | 0                   | 35     |
| 4         | 8  | Townsend Bell       | KV Racing Technology       | 200    | +2.7043      | 24      | 0                   | 32     |
| 5         | 12 | Will Power          | Team Penske                | 200    | +3.6216      | 9       | 0                   | 30     |
| 6         | 9  | Scott Dixon         | Chip Ganassi Racing        | 200    | +4.2988      | 5       | 73                  | 30     |
| 7         | 10 | Dario Franchitti    | Chip Ganassi Racing        | 200    | +4.9159      | 3       | 50                  | 26     |
| 8         | 20 | Ed Carpenter        | Vision Racing              | 200    | +5.5096      | 17      | 0                   | 24     |
| 9         | 15 | Paul Tracy          | KV Racing Technology       | 200    | +6.5180      | 13      | 0                   | 22     |
| 10        | 27 | Hideki Mutoh        | Andretti-Green Racing      | 200    | +7.3312      | 16      | 0                   | 20     |
| 11        | 36 | Alex Tagliani       | Conquest Racing            | 200    | +10.5351     | 33      | 0                   | 19     |
| 12        | 19 | Tomas Scheckter     | Dale Coyne Racing          | 200    | +10.9874     | 26      | 0                   | 18     |
| 13        | 99 | Alex Lloyd          | Chip Ganassi Racing        | 200    | +11.1944     | 11      | 0                   | 17     |
| 14        | 16 | Scott Sharp         | Panther Racing             | 200    | +11.4259     | 20      | 0                   | 16     |
| 15        | 6  | Ryan Briscoe        | Team Penske                | 200    | +12.6695     | 2       | 11                  | 15     |
| 16        | 41 | A. J. Foyt IV       | A. J. Foyt Enterprises     | 200    | +15.4867     | 19      | 0                   | 14     |
| 17        | 67 | Sarah Fisher        | Sarah Fisher Racing        | 200    | +15.9774     | 21      | 0                   | 13     |
| 18        | 24 | Mike Conway (R)     | Dreyer & Reinbold Racing   | 200    | +16.3488     | 27      | 0                   | 12     |
| 19        | 43 | John Andretti       | Dreyer & Reinbold Racing   | 200    | +18.0868     | 28      | 0                   | 12     |
| 20        | 23 | Milka Duno          | Dreyer & Reinbold Racing   | 199    | +1 volta     | 30      | 0                   | 12     |
| 21        | 14 | Vitor Meira         | A. J. Foyt Enterprises     | 173    | Contato      | 14      | 0                   | 12     |
| 22        | 2  | Raphael Matos (R)   | Luczo-Dragon Racing        | 173    | Contato      | 12      | 0                   | 12     |
| 23        | 18 | Justin Wilson       | Dale Coyne Racing          | 160    | Contato      | 15      | 0                   | 12     |
| 24        | 13 | E. J. Viso          | HVM Racing                 | 139    | Mecânico     | 29      | 0                   | 12     |
| 25        | 00 | Nelson Philippe (R) | HVM Racing                 | 130    | Contato      | 31      | 0                   | 10     |
| 26        | 17 | Oriol Servià        | Rahal Letterman Racing     | 98     | Mecânico     | 25      | 0                   | 10     |
| 27        | 11 | Tony Kanaan         | Andretti-Green Racing      | 97     | Contato      | 6       | 0                   | 10     |
| 28        | 06 | Robert Doornbos (R) | Newman/Haas/Lanigan Racing | 85     | Contato      | 23      | 0                   | 10     |
| 29        | 44 | Davey Hamilton      | Dreyer & Reinbold Racing   | 79     | Contato      | 22      | 0                   | 10     |
| 30        | 26 | Marco Andretti      | Andretti-Green Racing      | 56     | Mecânico     | 8       | 0                   | 10     |
| 31        | 02 | Graham Rahal        | Newman/Haas/Lanigan Racing | 55     | Contato      | 4       | 0                   | 10     |
| 32        | 21 | Ryan Hunter-Reay    | Vision Racing              | 19     | Contato      | 32      | 0                   | 10     |
| 33        | 5  | Mario Moraes        | KV Racing Technology       | 0      | Contato      | 7       | 0                   | 10     |
| Relatório |    |                     |                            |        |              |         |                     |        |

- (R) - Rookie